# Sư đoàn Bộ binh 96 (Đức Quốc Xã)
Sư đoàn Bộ binh 96 (tiếng Đức: 96. Infanterie-Division), là một sư đoàn của quân đội Đức Quốc xã đã tham gia thế chiến thứ hai. Được thành lập vào ngày 25 tháng 9 năm 1939 tại Bergen gần Celle.

## Sĩ quan chỉ huy
- Erwin Vierow, 15 Tháng 9, 1939 – 5 Tháng 8, 1940
- Wolf Schede, 5 Tháng 8, 1940 – 10 Tháng 4, 1942
- Joachim Freiherr von Schleinitz, 10 Tháng 4, 1942 – 6 Tháng 10, 1942
- Ferdinand Noeldechen, 9 Tháng 10, 1942 – 28 Tháng 6, 1943
- Đại tá Noack, June 1943 (thay mặt)
- Đại tá Weber, July 1943 (thay mặt)
- Richard Wirtz, 28 Tháng 7, 1943 – 30 Tháng 11, 1943
- Thiếu tướng von Blücher, 1 Tháng 12, 1943 – Tháng 1, 1944 (thay mặt)
- Đại tá Fischer, Tháng 1, 1944 – Tháng 8, 1944 (thay mặt)
- Werner Dürking, 1 Tháng 9, 1944 – 11 Tháng 9, 1944
- Đại tá Kobolt, 12 Tháng 9, 1944 – 2 Tháng 10, 1944 (thay mặt)
- Richard Wirtz, 3 Tháng 10, 1944 – 10 Tháng 11, 1944
- Hermann Harrendorf, 1 Tháng 12, 1944 – 8 Tháng 5, 1945